# Кругликово (село)
Кру́гликово (рос. Кругликово) — село у складі району імені Лазо Хабаровського краю, Росія. Адміністративний центр Кругликовського сільського поселення.

## Населення
Населення — 299 осіб (2010; 322 у 2002).
Національний склад (станом на 2002 рік):
- росіяни — 91 %